# Tartarus Dorsa
I Tartarus Dorsa sono una struttura geologica della superficie di Plutone.